# جيرهارد لودفيغ
جيرهارد لودفيغ (بالألمانية: Gerhard Ludwig)‏ هو رائد أعمال ألماني، ولد في 27 يونيو 1909 في برلين في ألمانيا، وتوفي في 19 أبريل 1994 في كولونيا في ألمانيا.

## روابط خارجية
- جيرهارد لودفيغ على موقع مونزينجر (الألمانية)